# Universidad de artes liberales

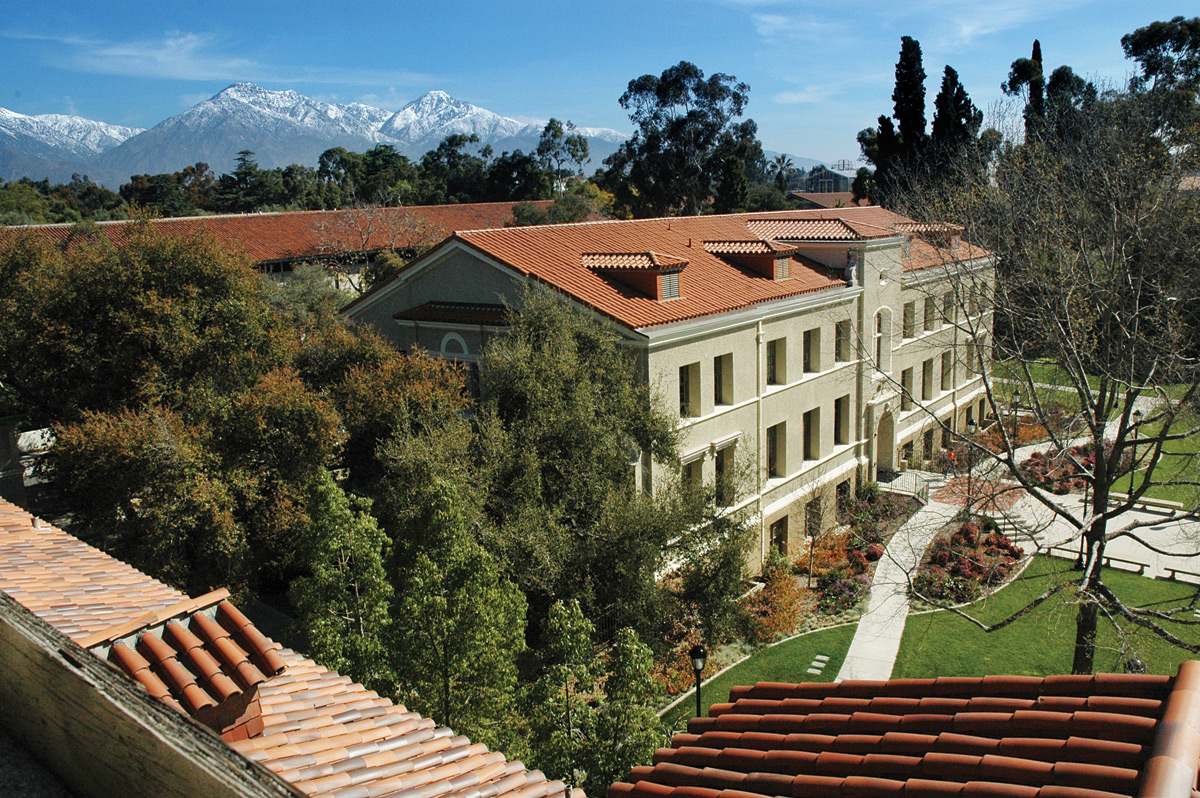
Pomona College, una universidad de artes liberales situada en Claremont, California, Estados Unidos

Una universidad de artes liberales (Liberal arts college en inglés) en Estados Unidos es una universidad que ofrece programas de pregrado en artes liberales, pero no suele impartir cursos de postgrado. 

## Grados académicos
El título de grado más común que se imparte es el Bachelor of Arts, y no el Bachelor of Science, que es propio de otras instituciones de educación superior generalistas o técnicas.
El énfasis en las universidades de artes liberales se centra en cultivar el intelecto general del estudiante y la concentración curricular es en las artes liberales: éstas incluyen humanidades, lenguas, ciencias sociales, matemáticas, y ciencias naturales. Para obtener el título es necesario cursar estas asignaturas. 
Algunas universidades de artes liberales tienen programas de doble titulación donde el estudiante transfiere sus créditos al completar tres años de estudios a otra universidad con la que existe un convenio para completar algún programa técnico durante dos años más.

## Características
Algunas características históricas de las universidades de artes liberales han sido:
- Las clases son de menor tamaño comparado con otras universidades, y hay mayor énfasis en cada estudiante.
- Son instituciones residenciales, lo que significa que los estudiantes viven y estudian lejos de casa, y también sirve para urgir a los estudiantes a participar en actividades intelectuales y culturales afuera del currículo normal.
- Es típico que los estudiantes exploren las artes liberales por dos años antes de que declaren su especialización.